# Люценко, Ефим Петрович
Ефим Петрович Люценко (12 [23] октября 1776, Яновка, Черниговская губерния — 26 декабря 1854 [7 января 1855], Санкт-Петербург) — российский чиновник и прозаик, поэт, переводчик.

## Биография
Родился в селе Яновка Черниговской губернии в семье священника. В 1791 году окончил Черниговскую духовную семинарию, в 1793 году — Шкловское благородное училище, в 1799 году — Московский университет. Ему было предложено остаться преподавать в университете и совершенствоваться в области словесности, однако Люценко уже 11 мая того же года поступил учиться в недавно на тот момент основанную Царскосельскую школу практического земледелия. За проявленные в ней успехи он в 1800 году был назначен помощником начальника хлебопашества с присвоением ранга коллежского регистратора; 12 июля 1801 года получил должность начальника хлебопашества.
Когда школа была закрыта, 27 октября 1803 года был назначен в Департамент уделов, где 1 января 1806 года был произведён в титулярные советники и через месяц получил назначение «товарищем непременного секретаря» в хозяйственном отделении Медико-филантропического комитета. 20 января 1809 года ушёл в отставку с этой должности, с 16 июля того же года состоял столоначальником 1-го стола в Департаменте уделов. 8 августа 1811 года вышел в отставку и заня должность секретаря хозяйственного правления в Царскосельском лицее. 20 августа 1813 года вышел в отставку, став столоначальником в общей канцелярии военного министерства. В 1814 году был назначен хранителем библиотеки и архива Вольного экономического общества. 22 января 1815 года, не уходя с прежней должности, стал комиссионером Провиантского департамента, 13 января 1816 года вследствие реформы в военном министерстве перешёл работать в комиссию санкт-петербургского Провиантского депо, имея к тому времени ранг надворного советника. Из Провиантского департамента вышел в отставку не позднее 1819 года. В 1843 году уже находился на пенсии, имея ранг статского советника, однако подробности его службы с 1816 года остаются неизвестными. Скончался в Санкт-Петербурге, был похоронен на Смоленском кладбище.

## Творчество
На литературном поприще впервые выступил в 1792 году, сотрудничая в журналах «Дело от безделья», «Прохладные часы», в 1-й части «Ипокрены» (1799 год) и в «Журнале для пользы и удовольствия» (1805 год). В этих журналах поместил большое количество стихотворных и прозаических пьес — как оригинальных, так и переводных с древних и новых языков. Из отдельно изданных им в это время произведений известны два: «Ода на прибытие государя императора Павла Петровича в Москву для всерадостного коронования» (Москва, 1797) и «Благодарность его превосходительству, д. с. с. и кавалеру, медицины доктору Самойловичу в городе Николаеве» (1804). В 1795 году вместе со своим приятелем А. Котельницким издал книгу «Похищение Прозерпины наизнанку» в трёх песнях; в 1796 году издал роман Дюкре-Дюмениля «Яшенька и Жеоржетта, или Приключение двух младенцев, обитавших на горе», а в 1798 году — «Науку любить», вольный перевод в грубых стихах французской поэмы, напоминающий собой «Ars amandi» Овидия. Несколько позднее, в 1807 году, Люценко перевёл с немецкого поэму К. М. Виланда «Первонте, или Желания» (Pervonte oder die Wünsche, 1778), но долго не мог напечатать её и в конце концов попросил А. С. Пушкина посодействовать. Обращения того к А. Ф. Смирдину и М. А. Корфу успеха не принесли, и он либо сам принял участие в издании, либо «позволил назвать себя издателем». Поэма вышла в печати в 1835 году под заглавием «Вастола, или Желания. Повесть в стихах, соч. Виланда. В 3-х ч. Изд. А. Пушкиным» и из-за своего стиля, напоминающего оды Тредиаковского, но связанная с именем Пушкина, вызвала негативные отзывы критики и множество слухов, которые пришлось развеять самому Пушкину статьёй в № 1 «Современника» за 1836 год. В ней он сообщил, что переводчик «Вастолы» — некий заслуженный литератор, имени которого он не может назвать, и что Пушкин, желая услужить автору, издал его перевод. Имя переводчика «Вастолы» ещё долго оставалось неизвестным, хотя после выхода критических откликов было названо. Окончательно авторство установили в 1898 году после обнаружения в рукописных материалах митрополита Евгения, хранившихся в Императорской публичной библиотеке, автобиографической заметки Люценко, в которой среди его сочинений значится и перевод «Перфонтий и Вастола, шуточная повесть вольными стихами с немецкого, из стихотворений Виланда. 1807 г.».
Литературная деятельность Люценко не ограничилась только изящной словесностью: он писал также научные труды, носившие практический характер в зависимости от рода его службы. Так, он перевёл с немецкого сочинение Бургсдорфа «Руководство к надёжному воспитанию и насаждению иностранных и домашних дерев, которые в Германии, равномерно в средней и южной части России на свободе произрастать могут» (Санкт-Петербург, 1801—1803 годы) и с французского «Собрания кратких экономических сочинений, основанных на практике и опытах лучших английских фермеров»; этот труд посвящён им английскому филантропу и агроному графу Финдлетеру (Санкт-Петербург, 1806). В 1811 году обратился к педагогике и издал «Полную новейшую французскую грамматику», в основу которой была положена система Мейдингера. Руководство это имело успех и было введено в некоторых учебных заведениях, как о том свидетельствует сам Люценко в предисловии к изданной им в 1818 году «Французской грамматике Ломонда» с поправками француза К. К. Летелье и с собственными дополнениями. Дальнейшая литературная деятельность Люценко была связана с «Вольным обществом любителей Российской словесности», действительным членом которого он состоял со дня основания; первое время был его председателем, цензором поэзии, членом цензурного комитета и «исполнителем».
Из протоколов общества, хранящихся в Академии Наук, видно, что в 1816—1818 годах он часто выступал с чтением своих произведений, как-то: «Царь Иван Васильевич Грозный на звериной охоте», историческая повесть в прозе (1816 год); «Чеслав», эпический опыт в стихах (напечатан в «Соревнователе» за 1818 г., № 2 и отдельной книжкой — Санкт-Петербург, 1818 год); «Польза просвещения и благотворения», дидактическое стихотворение (там же, 1819 год, часть VII, страницы 68—74); «Буривой и Ульмила», эпический опыт в стихах (там же, 1818 год, часть IIІ, страницы 59—87); «Церна, княжна Черногорская», древнее предание («Приятное и полезное препровождение времени», 1795 год, часть VIII, страницы 244—250). Отказавшись затем от сотрудничества в «Соревнователе», Люценко, однако, не прекращал занятия литературой и в 1819 году напечатал свой перевод с немецкого сочинения Иоанна Масона «О познании самого себя», в 1822 году — «Странствование Телемака» Фенелона, исправленный перевод по рукописи Шиповского, и в 1824 году — перевод Мильтона «Потерянный и возвращённый рай». В рукописях остались следующие его труды: «Избранные места и краткие поэмы из лучших древних и новых иностранных писателей, стихами»; «Воспитание, поэма в 4-х песнях, с французского, из 9-й части изданного на французском языке г-ном Доратом собрания Героид»; «Сельская экономия для дам, ч. I, с чертежом» и «Систематическая выписка из 24-х частей Трудов С.-Петербургского Имп. Вольного Экономического общества»; им также был издан в Москве перевод «Путешествия в Азиатскую Грецию», но в каталогах он не встречается.
Его жизнь и творчество становятся темой диссертационных исследований.